# Liên đoàn điền kinh quốc tế
Liên đoàn điền kinh quốc tế (Tiếng Anh: International Association of Athletics Federations-IAAF) là một tổ chức điều hành thể thao quốc tế chuyên về điền kinh. Được thành lập vào ngày 17 tháng 7 năm 1912 tại kỳ đại hội đầu tiên tổ chức tại Stockholm, Thụy Điển với sự tham gia của các đại biểu đến từ 17 liên đoàn điền kinh quốc gia, tên gọi ban đầu của nó là Liên đoàn điền kinh nghiệp dư quốc tế (International Amateur Athletics Federation). Từ tháng 10 năm 1993, trụ sở của liên đoàn đặt tại Monaco.
Bắt đầu từ năm 1982, IAAF đã thông qua một số sửa đổi trong luật của nó, cho phép các vận động viên được nhận những hỗ trợ kinh tế cho việc tham gia vào các cuộc thi đấu quốc tế. Tuy nhiên IAAF vẫn giữ từ "nghiệp dư" trong tên của mình cho đến tận kỳ đại hội năm 2001 mới đổi thành tên như bây giờ.
Chủ tịch hiện nay của IAAF là Lord Coe người Anh. Ông được bầu chức chủ tịch tại kỳ Đại hội 2015 ngay trước Giải vô địch điền kinh thế giới 2015 diễn ra tại Bắc Kinh, Trung Quốc.

## Chủ tịch
Từ khi thành lập đến nay, IAAF đã có 6 chủ tịch:
| Tên             | Quốc gia  | Nhiệm kỳ  |
| --------------- | --------- | --------- |
| Sigfrid Edström | Thụy Điển | 1912–1946 |
| David Cecil     | Anh Quốc  | 1946–1976 |
| Adriaan Paulen  | Hà Lan    | 1976–1981 |
| Primo Nebiolo   | Ý         | 1981–1999 |
| Lamine Diack    | Sénégal   | 1999–2015 |
| Sebastian Coe   | Anh Quốc  | 2015–     |

## Hiệp hội khu vực

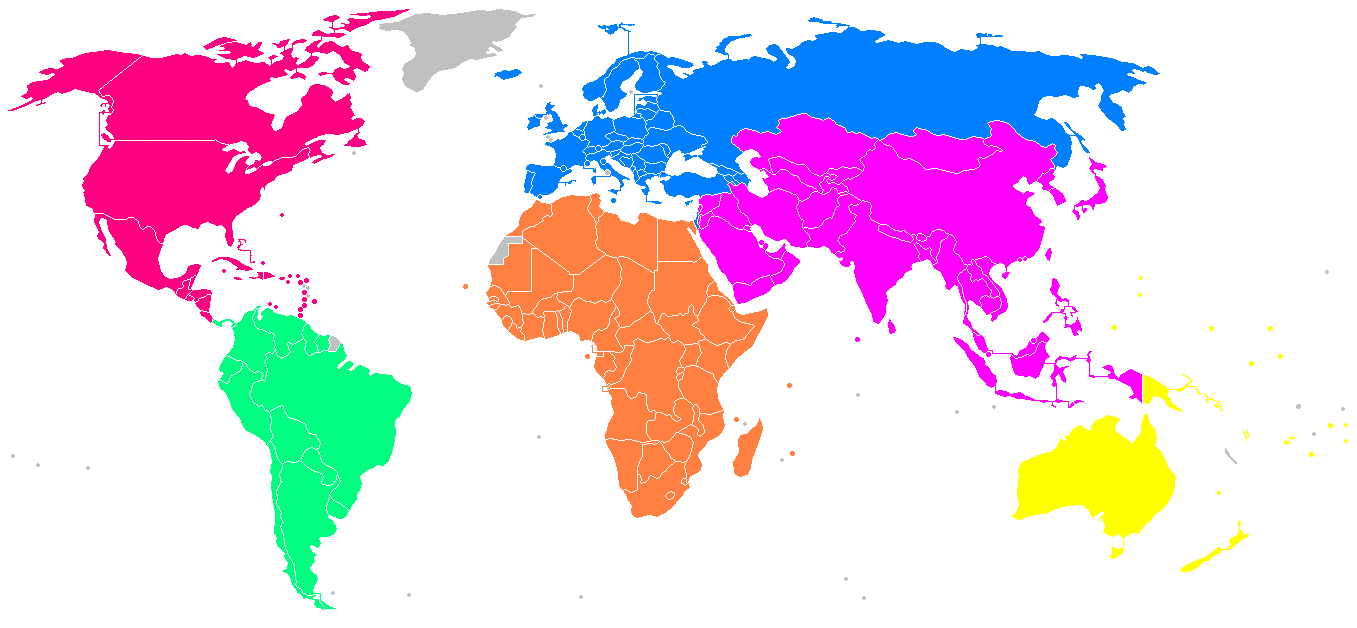
Bản đồ thế giới với sáu hiệp hội khu vực

IAAF có tổng cộng 214 liên đoàn thành viên chia thành 6 khu vực.
     AAA – Hiệp hội điền kinh châu Á ở châu Á
     CAA – Liên đoàn điền kinh châu Phi ở châu Phi
     CONSUDATLE – Liên đoàn điền kinh Nam Mỹ ở Nam Mỹ
     EAA – Hiệp hội điền kinh châu Âu ở châu Âu
     NACACAA – Hiệp hội điền kinh Bắc, Trung Mỹ và Caribe ở Bắc Mỹ
     OAA – Hiệp hội điền kinh châu Đại Dương ở châu Đại Dương

## Sự cố

### Vấn đề Doping 2015
Vào năm 2015 IAAF đã có nhiều tranh cãi khi nó được tiết lộ là 1/3 huy chương (146, bao gồm 55 huy chương vàng) trong những giải đấu dai sức tại giải thế vận hội và vô địch thế giới giữa 2001 và 2012 đã thắng bởi những vận động viên mà những thử nghiệm về doping gây nhiều nghi ngờ, nhưng IAAF đã không bắt quả tang được người nào. Chuyên gia khoa học Parisotto nói: " Chưa bao giờ tôi thấy những mẫu máu mà mất bình thường như vậy đáng gây báo động. Nhiều vận động viên dường như đã cả gan dùng thuốc cấm, và IAAF, đáng chê thay, dường như chỉ ngồi ì ra nhìn và để nó tiếp diễn." Cơ quan chống doping thế giới (World Anti-Doping Agency) (WADA) đã nói là họ rất bối rối bởi những nghi ngờ mới này và sẽ điều tra. Sau đó cũng trong năm 2015 IAAF bị buộc tội là đã giấu nhẹm đi những nghiên cứu mà trong đó 1/3 các vận động viên tài giỏi nhất đã thú nhận là đã vi phạm luật chống doping. Vào tháng 11 năm 2015 WADA công bố bản tường trình, mà đã tìm ra những lỗi lầm hệ thống trong tổ chức IAAF đã ngăn ngừa những chương trình chống doping có hiệu quả và kết luận rằng Nga phải bị cấm tham dự các giải quốc tế. Bản tường trình WADA xảy ra sau việc cựu chủ tịch IAAF Lamine Diack đã bị bắt giữ ở Pháp và đang bị điều tra tội nhận hối lộ và rửa tiền. Ông bị tình nghi là đã nhận tiền hoãn việc phạt các vận động viên Nga mà những thử nghiệm đã chứng minh là họ có dùng những thuốc cấm

#### Doping có hệ thống của liên đoàn điền kinh Nga
Bản tường trình này, dưới sự điều hành của giám đốc thành lập WADA, Richard Pound, đã xác nhận những cáo buộc của phóng sự điều tra của đài truyền hình Đức ARD vào tháng 12 năm 2014 về việc Doping có hệ thống của môn điền kinh Nga. Theo đó liên đoàn điền kinh Nga, các cơ sở chống Doping, chính quyền và Lamine Diack, 16 năm làm chủ tịch IAAF, đã cùng làm việc với nhau, để cho các vận động viên dùng thuốc cấm, ngăn chặn cũng như làm sai kết quả các vụ kiểm soát cũng như khi bị bắt quả tang thì trả một số tiền lớn để không bị cấm thi đấu. Một phần của bản báo cáo không được công bố, vì Interpol và ngành tư pháp nước Pháp đang điều tra.
Liên đoàn điền kinh Nga (Araf) vì vụ Doping có hệ thống này bị cấm thi đấu quốc tế và có lẽ sẽ mất cả vai trò là là nước tổ chức giải vô địch thế giới thiếu niên trong tháng 7 ở Kasan. Tuy nhiên vẫn còn là một câu hỏi, không biết quyết định này của 22 trong số 24 thành viên của ủy ban Liên đoàn điền kinh quốc tế IAAF, cũng cấm các vận động viên điền kinh Nga tham dự thế vận hội năm tới ở Rio de Janeiro.
Ngày 17 tháng 6 năm 2016 IAAF gia hạn cấm liên đoàn Nga thi đấu đến một thời điểm không hạn định. Các cá nhân vận động viên có thể thi đấu với tư cách trung lập nếu chứng minh được mình trong sạch. Khi đó, các VĐV người Nga sẽ thi đấu dưới lá cờ chung của Olympic và không đại diện cho quốc gia Nga, giống trường hợp của các VĐV tị nạn. Theo Hiệp hội chống doping thế giới WADA, việc dung dưỡng vận động viên dùng doping dường như chưa thay đổi. Từ tháng 2 cho tới tháng 5 năm nay tổng cộng 736 dự định thử nghiệm vì nhiều lý do khác nhau đã không được thực hiện. Có nhiều thiếu sót rành rành của nhiều vận động viên không ghi nơi đang cư trú và những cáo buộc chi tiết về Bộ Thể thao sắp đặt cho vận động viên dùng doping có hệ thống và che đậy việc này. Ban chấp hành Ủy ban Olympic Quốc tế (IOC) cho biết sẽ tổ chức một cuộc họp qua điện thoại hôm thứ Bảy 18/6 để thảo luận về vấn đề này trước cuộc họp chính thức IOC tại Lausanne hôm thứ Ba 21/6.
Phía Nga cho rằng có lý do chính trị đằng sau lệnh cấm thi đấu đối với các VĐV điền kinh của họ. Nhưng lãnh đạo IAAF phủ nhận quan điểm đó. Trong hai ngày qua, 24 thành viên được quyền bỏ phiếu của Hội đồng IAAF đã xem xét kỹ các bằng chứng, và tất cả họ thống nhất quyết định rằng các VĐV điền kinh Nga không được quyền tranh tài ở Olympic mùa hè 2016.
Ngày 24-7, Ủy ban Olympic Quốc tế ra bản thông cáo báo chí cho biết họ không cấm thể thao Nga tham dự Thế vận hội Mùa hè 2016, thay vào đó họ trao quyền quyết định cho các liên đoàn thể thao thành viên.